# فرودگاه ابچه
فرودگاه ابچه (به انگلیسی: Abéché Airport) یک فرودگاه همگانی با کد یاتا AEH است که یک باند فرود آسفالت دارد و طول باند آن ۲۸۰۰ متر است. این فرودگاه در کشور چاد قرار دارد و در ارتفاع ۵۴۵ متری از سطح دریا واقع شده‌است.